# NGC 3564
NGC 3564 is een lensvormig sterrenstelsel in het sterrenbeeld Centaur. Het hemelobject werd op 21 april 1835 ontdekt door de Britse astronoom John Herschel.

## Synoniemen
- ESO 377-18
- MCG -6-25-6
- AM 1108-371
- PGC 33923